# Teiera di Russell
La teiera di Russell (in inglese Russell's teapot) o teiera celeste è una metafora introdotta dal filosofo britannico Bertrand Russell per confutare l'idea che spetti allo scettico, anziché a chi le propone, l'onere della prova in merito ad affermazioni non falsificabili, in particolare in ambito religioso.
Essa rappresenta una delle più efficaci controargomentazioni all'assunto che spetti al non credente dimostrare l'inesistenza di una qualsiasi divinità, in quanto stabilisce che nessuna affermazione può essere aprioristicamente creduta soltanto basandosi sul fatto che non se ne può provare l'inesattezza.

## Spiegazione
Nel suo articolo del 1952 Is There a God? (Esiste un Dio?), commissionato ma mai pubblicato dal periodico Illustrated, Russell scrive:
(Bertrand Russell)
Nel suo libro Il cappellano del Diavolo, Richard Dawkins sviluppa ulteriormente il tema:
(Richard Dawkins)

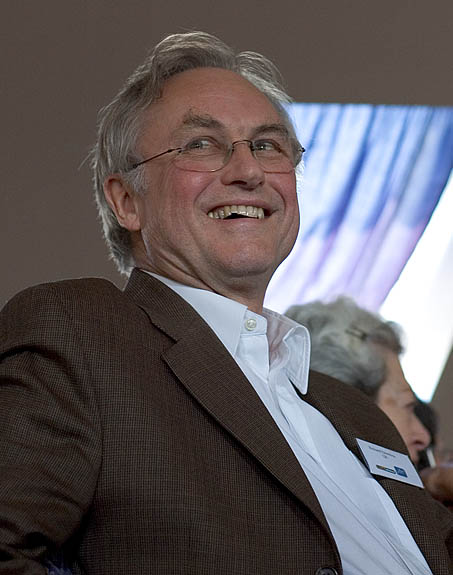
Richard Dawkins

L'argomento di Dawkins è analogo a quello di John Locke, il quale, con riferimento alle pratiche autoritarie del Cattolicesimo a lui contemporaneo, asserì che "I papisti non devono godere del beneficio della tolleranza, perché, dove hanno il potere, si ritengono obbligati a negare la tolleranza agli altri".
Concetti simili alla teiera di Russell sono quello dell'Invisibile unicorno rosa, del Pastafarianesimo, e Un drago nel mio garage.

## Analisi

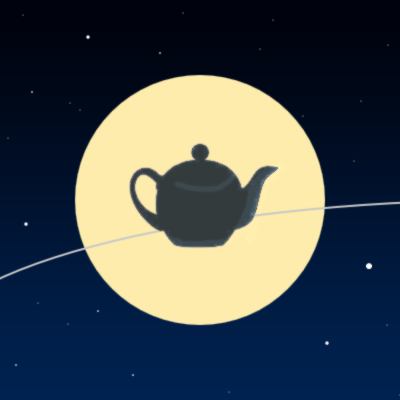
Rappresentazione della teiera di Russell

Il chimico Peter Atkins ha sostenuto che il punto dell'argomento della teiera di Russell è che non vi è alcun onere di confutare affermazioni inverificabili, sia che si sostenga una tesi o la sua negazione. Il rasoio di Occam suggerisce che la teoria preferibile sia quella con un minor impegno ontologico (e.g., un universo senza esseri soprannaturali) piuttosto che una teoria "più complessa". Atkins nota, però, che questo argomento non coinvolge direttamente la religione, perché, a differenza dell'evidenza scientifica, le evidenze religiose - a suo dire - si considerano esperite attraverso la rivelazione personale, che non può essere oggettivamente verificata o condivisa.
Infatti l'argomento di Russell, formalmente, non è un'istanza di un argomentum ad ignorantiam invertito, e.g., non significa che non avere prove che qualcosa esista (rispettivamente, sia vero) implica che non esista (risp., sia falso). Infatti, da un punto di vista logico, qualora vi siano asserti senza evidenze (logiche o sperimentali, etc.), non si può inferire la verità di un argomento dal fatto che sia impossibile confutarlo (i.e., ¬♢(├¬p)⇏├p ). Perciò, concludendo, Russell poteva (solamente) argomentare che l'ateismo come l'agnosticismo fossero logicamente validi, e che - per lui - non ci fossero ragioni sufficienti per credere nell'esistenza di un essere la cui stessa esistenza non può essere provata sperimentalmente. Questo, ribadiamo, sebbene non sia contraddittorio credervi; tuttavia, non vi sono in genere ragioni sufficienti per farlo.